# Park Narodowy Kongernes Nordsjælland
Park Narodowy Kongernes Nordsjælland – park narodowy w Danii założony w 2018 roku z siedzibą w Græsted, obejmujący obszar o powierzchni 263 km² w północnej części wyspy Zelandii w Regionie Stołecznym.

## Geografia
Park obejmuje obszar o powierzchni 263 km². Obszar parku jest mocno rozdrobniony, składa się z kilku części (czasopismo „Politiken“ następująco określiło jego strukturę: nie trzyma się razem i wygląda jak posypka z posiekanej pietruszki w krajobrazie). Teren parku urozmaicony krajobrazowo z jeziorami, lasami, mokradłami słonymi, obszarami wydmowymi, wapiennymi łąkami i torfowiskami. W pobliżu parku znajdują się intensywnie wykorzystywane grunty rolne, obszary miejskie i dzielnice z domkami letniskowymi. Część parku stanowi wybrzeże nad cieśniną Sund.

## Historia
Wybrane obszary wchodzące w skład dzisiejszego parku narodowego objęto ochroną jeszcze przed jego utworzeniem, np. wrzosowisko Melby Overdrev objęto ochroną w 1930 roku. Projekt parku uzyskał zgodę duńskiego ministerstwa środowiska 17 stycznia 2008 roku. Park otwarto 28 maja 2018 roku jako piąty duński park narodowy na podstawie rozporządzenia wykonawczego z 28 stycznia tegoż roku (BEK nr 71); zadaniem parku jest zachowanie, wzmocnienie i rozwój przyrody obszaru, jego różnorodności, ciągłości i dynamiki. Siedziba parku znajduje się w Græsted, przy ul. Klostergade 12. Prezesem zarządu parku został rolnik Carl Frederik Bruun.

## Walory kulturowe
- krajobraz polowań par force w północnej Zelandii –  obiekt z listy światowego dziedzictwa UNESCO[1], na terenie parku znajduje się las Store Dyrehave(inne języki) i las Gribskov[8]
- zamek Kronborg – obiekt z listy światowego dziedzictwa UNESCO[1]
- zamek Marienlyst(inne języki) z jednym z pierwszych ogrodów romantycznych w Danii[9]
- dwór Krogerup(inne języki)
- ruiny zamków, klasztory[1]

## Walory przyrodnicze
Ponad 70% parku stanowi obszary Natura 2000. Teren parku obejmuje m.in. ostoje ptaków i siedliska bobrów.
- las Gribskov(inne języki) z największą w Danii dziką populacją danieli[1]
- Tisvilde Hegn(inne języki) – las iglasty z licznymi krzywymi drzewami[10]
- Klosterris Hegn(inne języki) – las z prehistorycznymi kurhanami[11]
- jezioro Arresø – ostoja ptactwa[1]
- jezioro Esrum Sø[1] – drugie co do wielkości jezioro w Danii pod względem powierzchni[12]
- jezioro Gurre Sø(inne języki)[13]
- Holløse Bredning – ostoja ptactwa[1]
- Melby Overdrev(inne języki) – jedno z największych wrzosowisk na Zelandii[4]

## Galeria

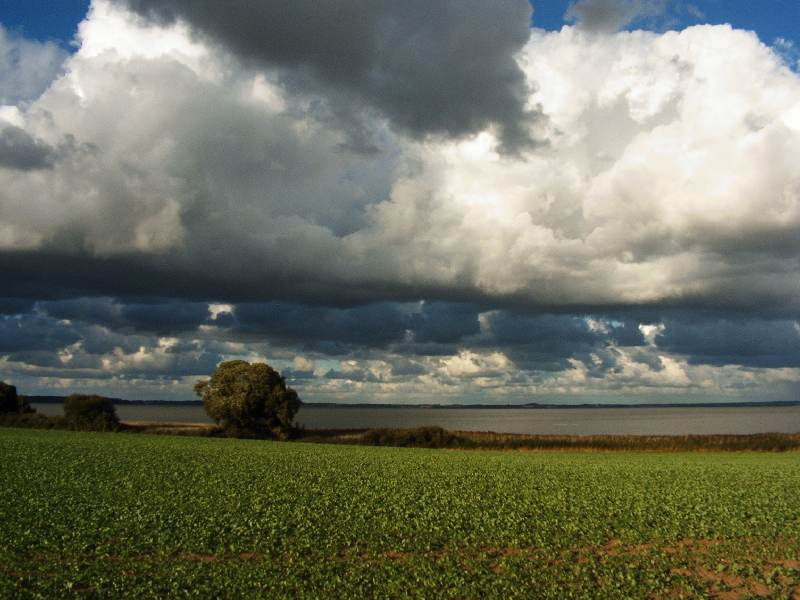
Jezioro Arresø
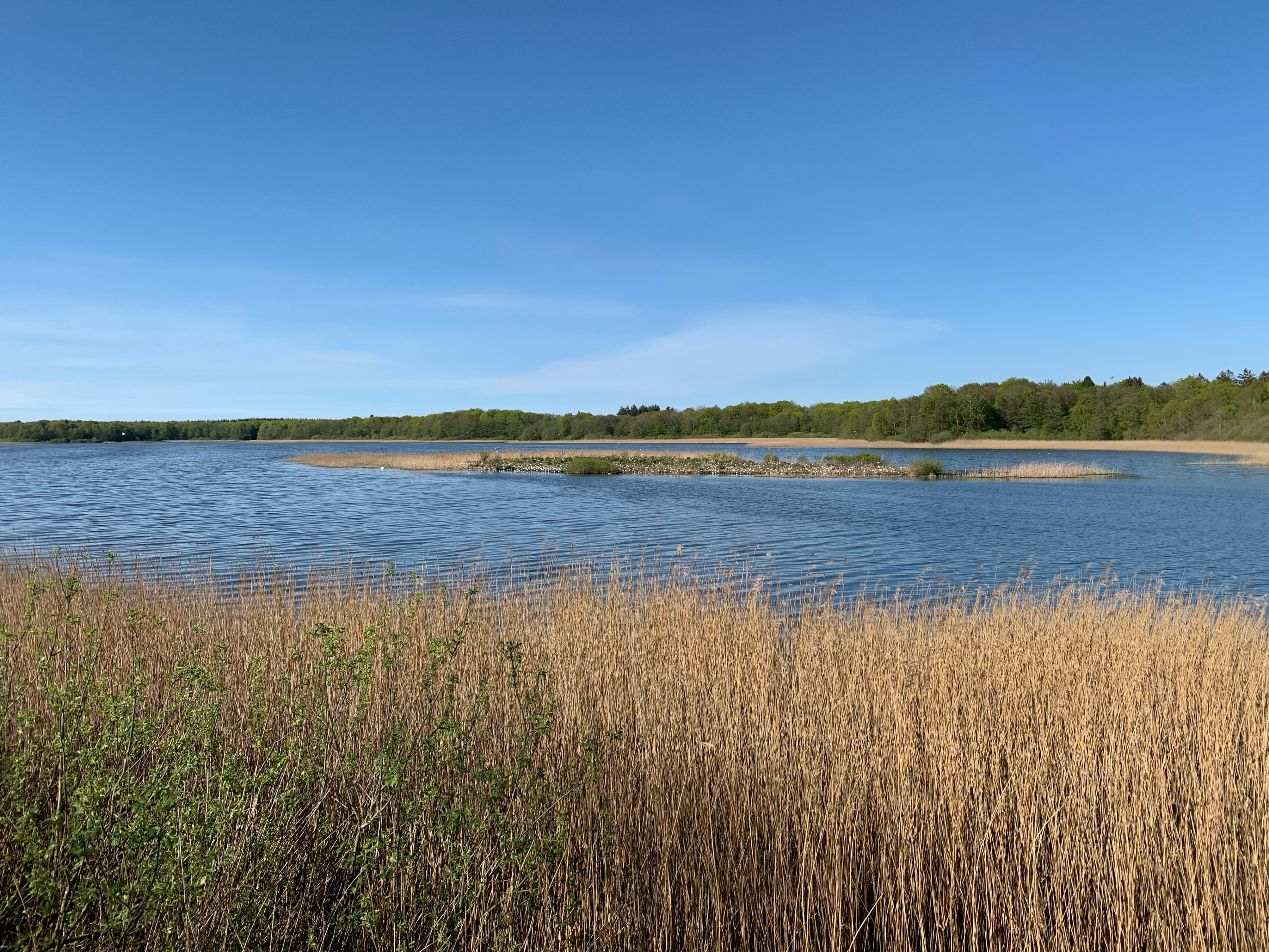
Jezioro Gurre Sø (2020)
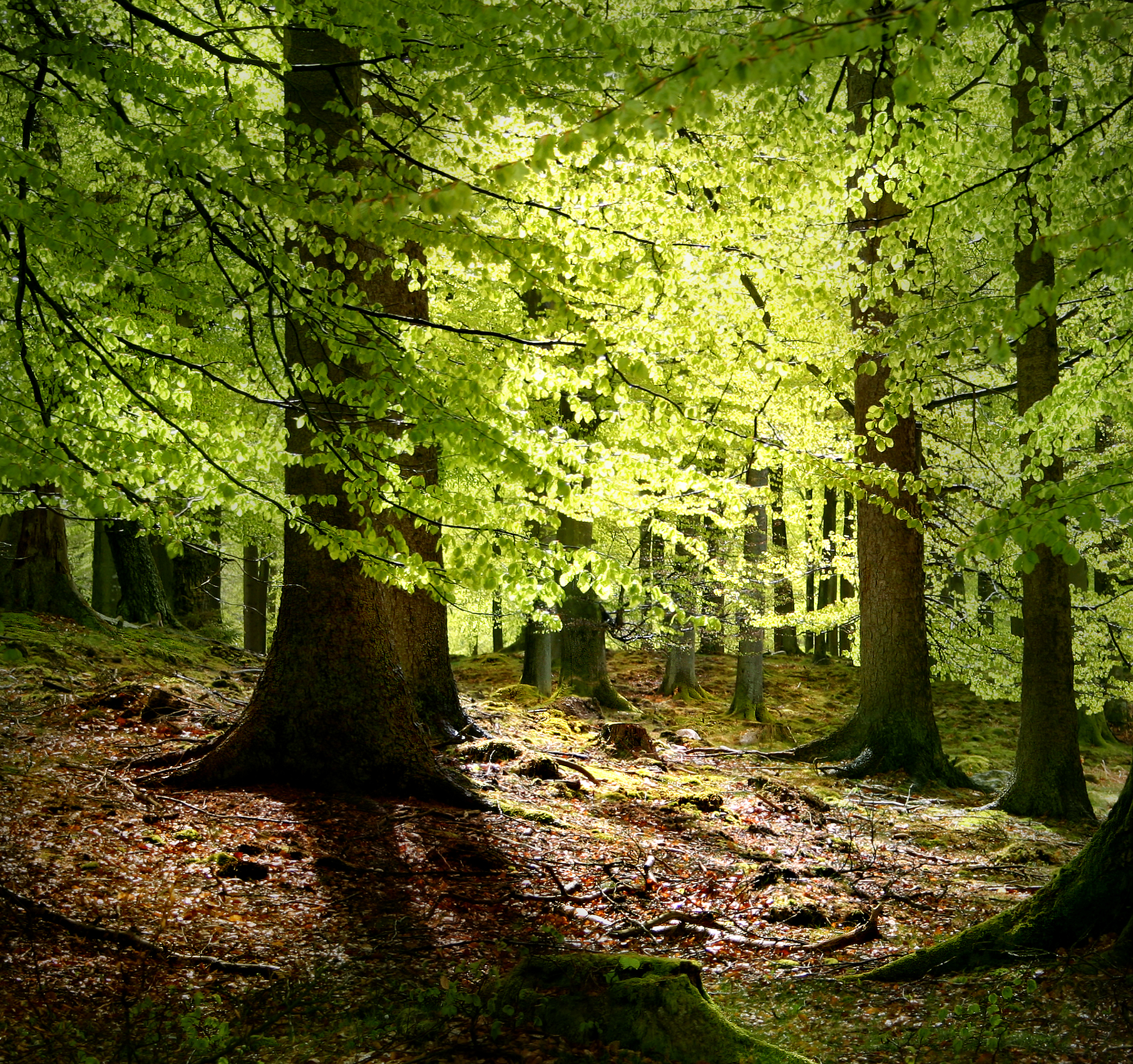
Las Gribskov (2005)
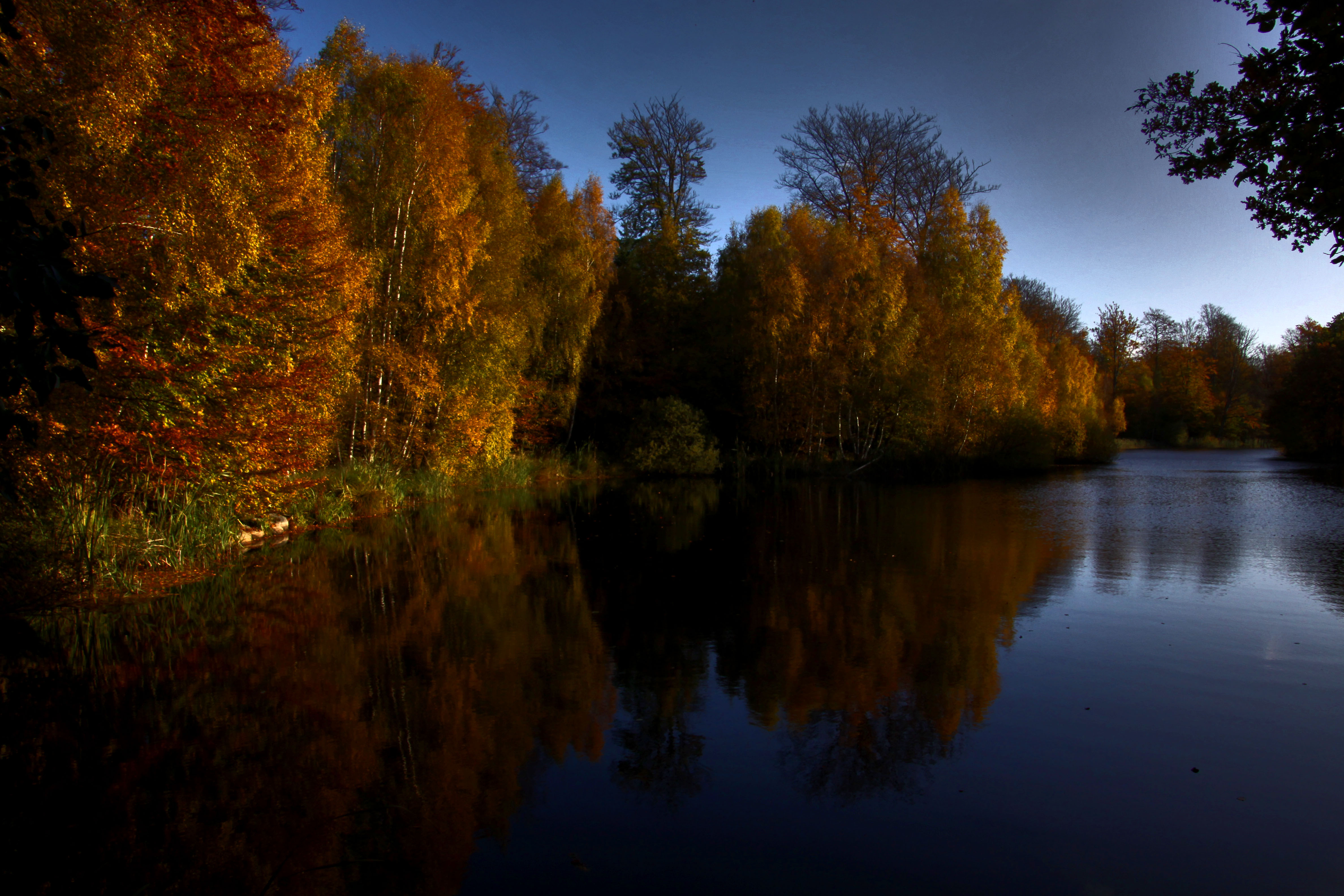
Las Store Dyrehave (2016)
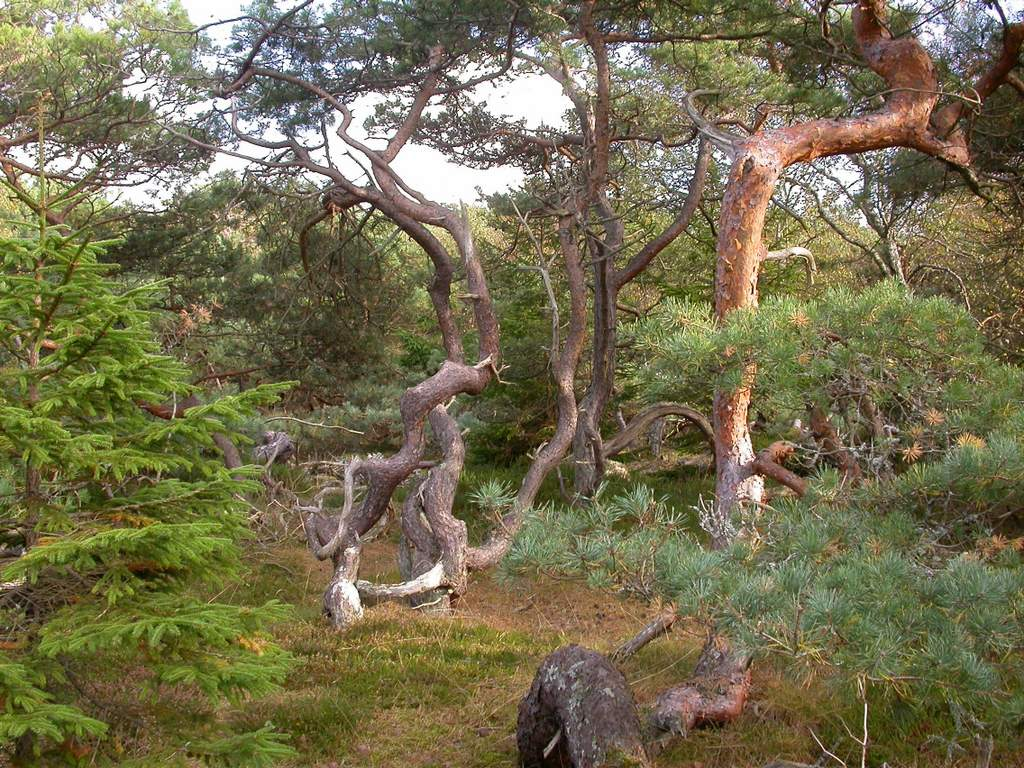
Sosny w Tisvilde Hegn (2004)
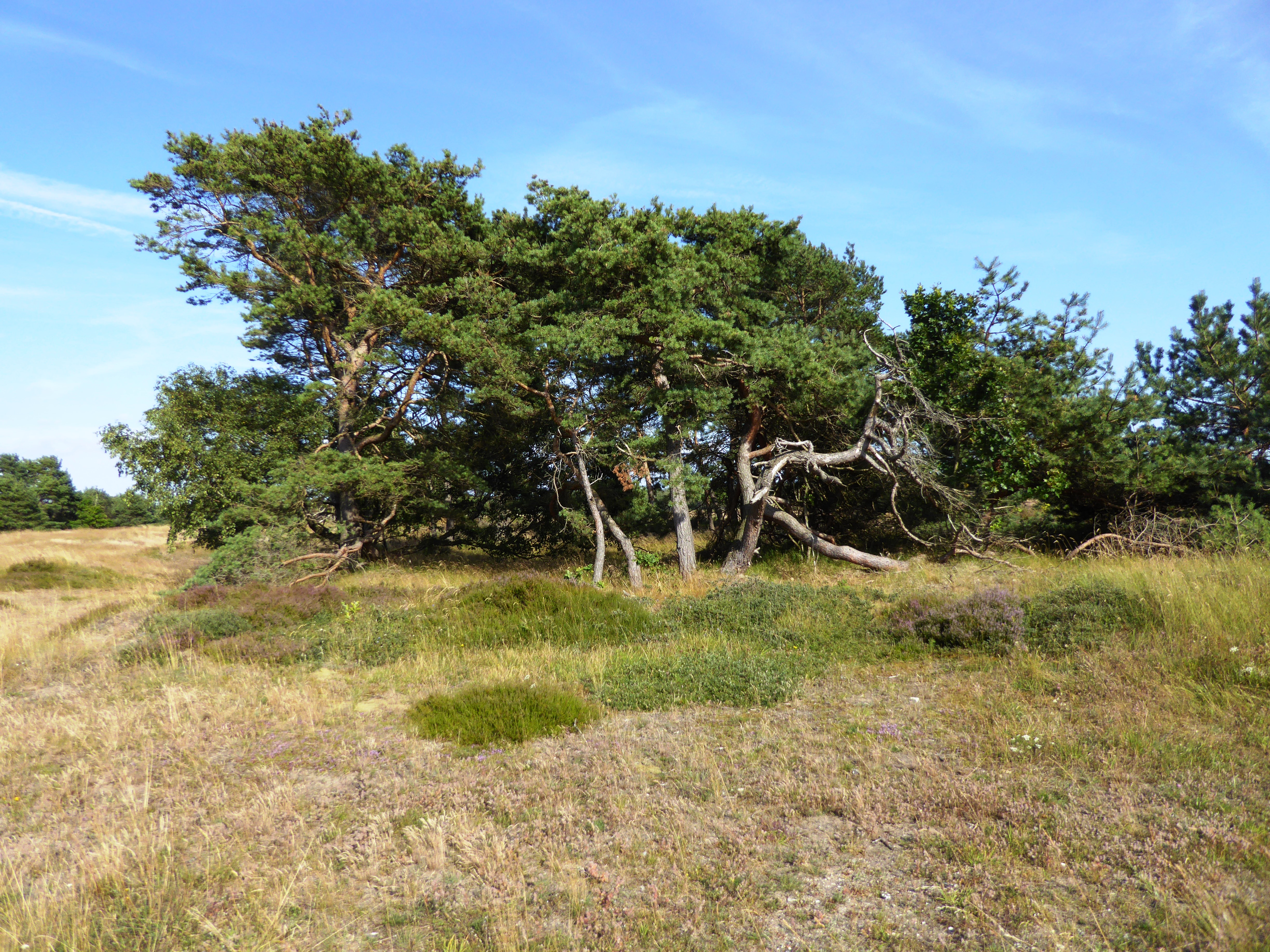
Wrzosowisko Melby Overdrev (2015)
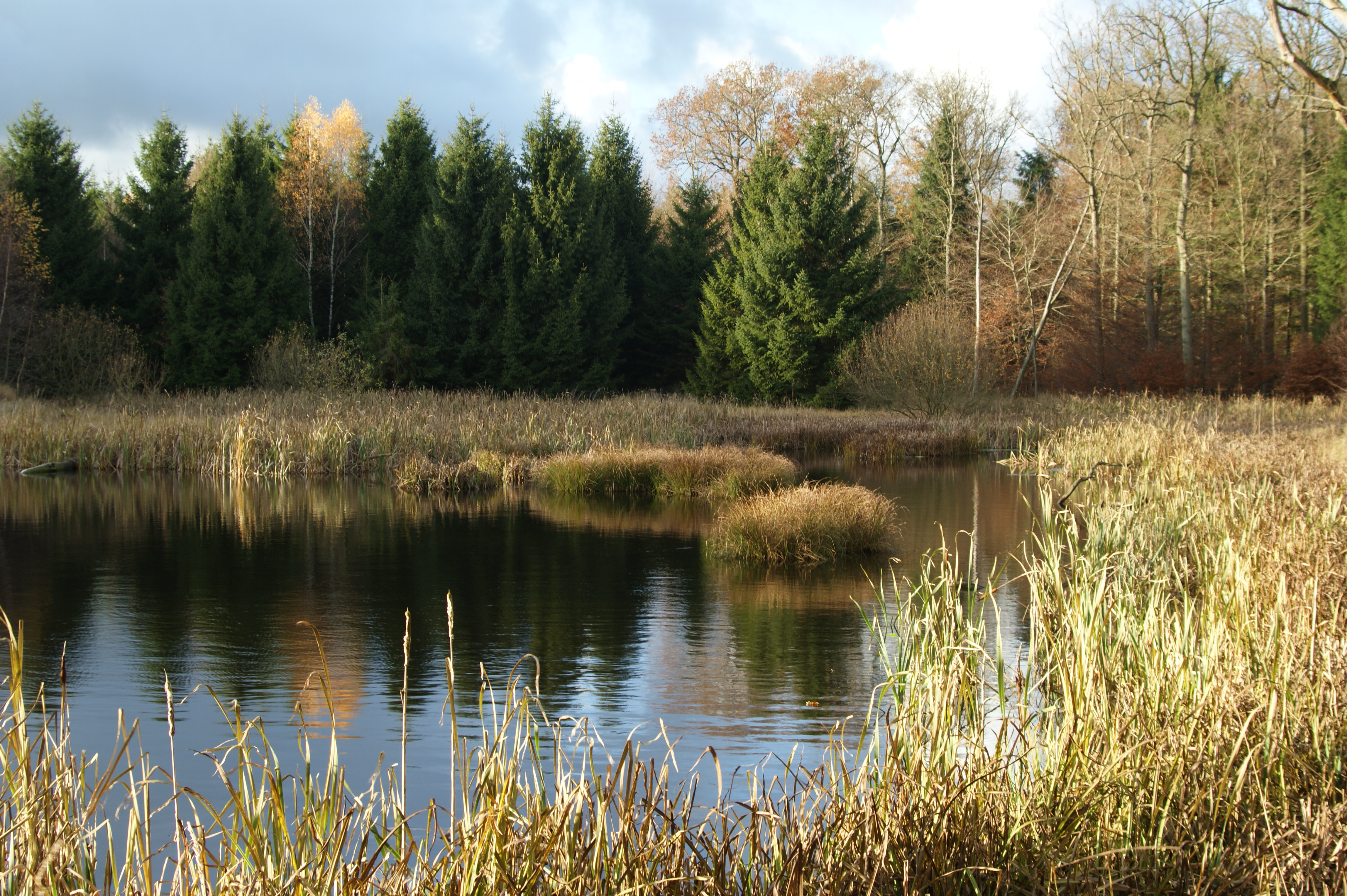
Las Valby Hegn (2010)
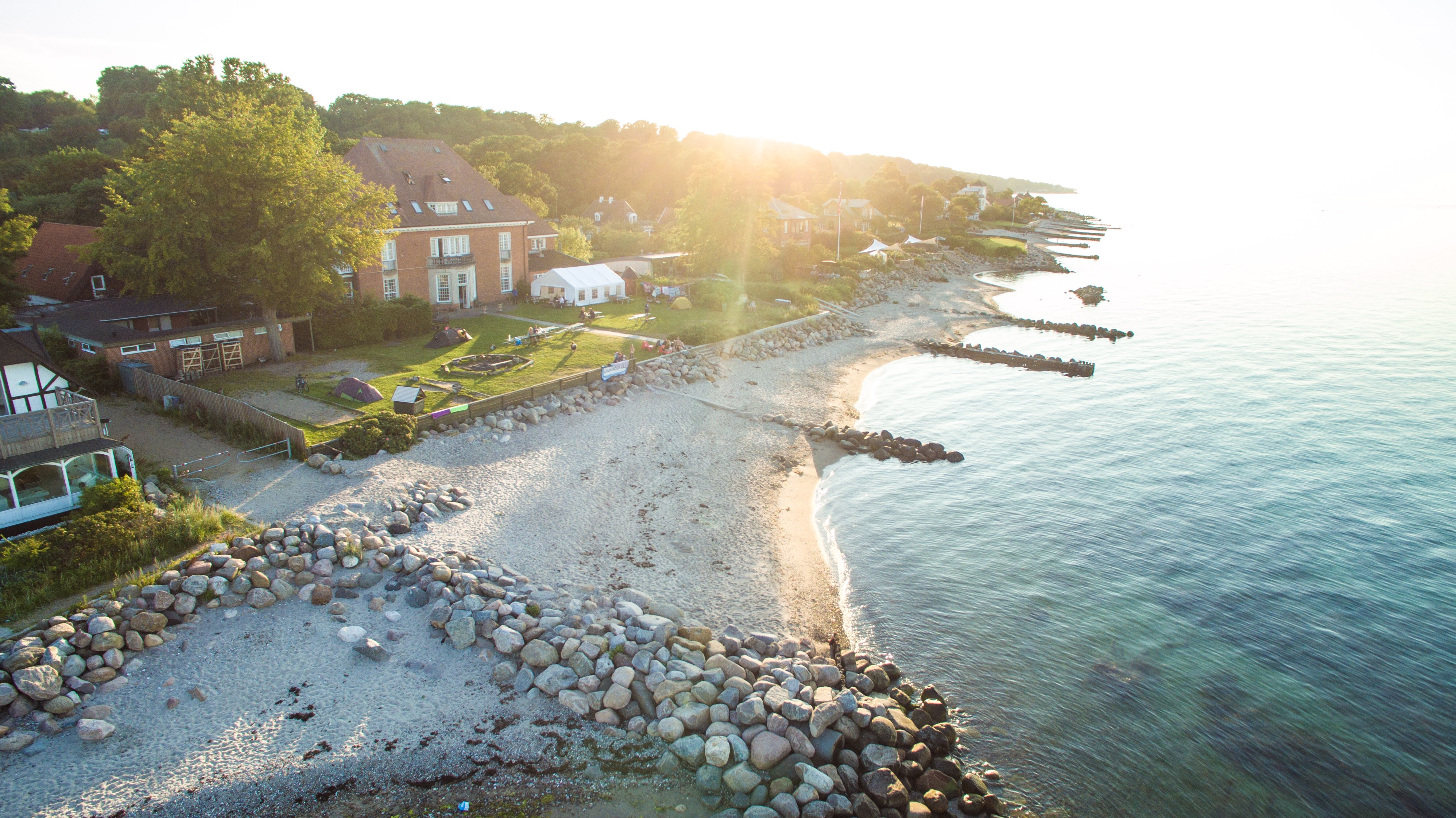
Wybrzeże nad cieśniną Sund w gminie Helsingør (2021)
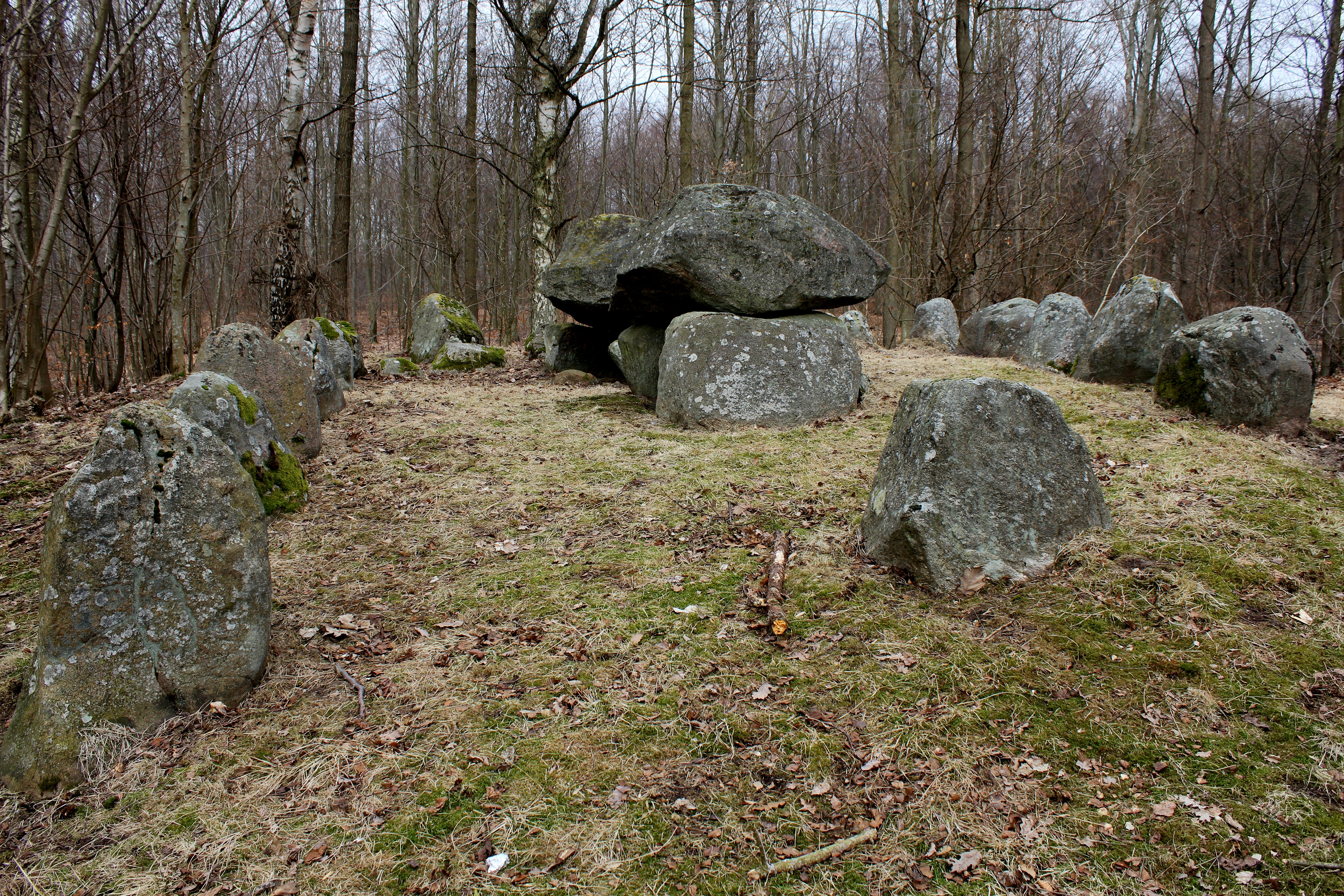
Megalityczny grobowiec nr 92218 w Valby Hegn (2011)
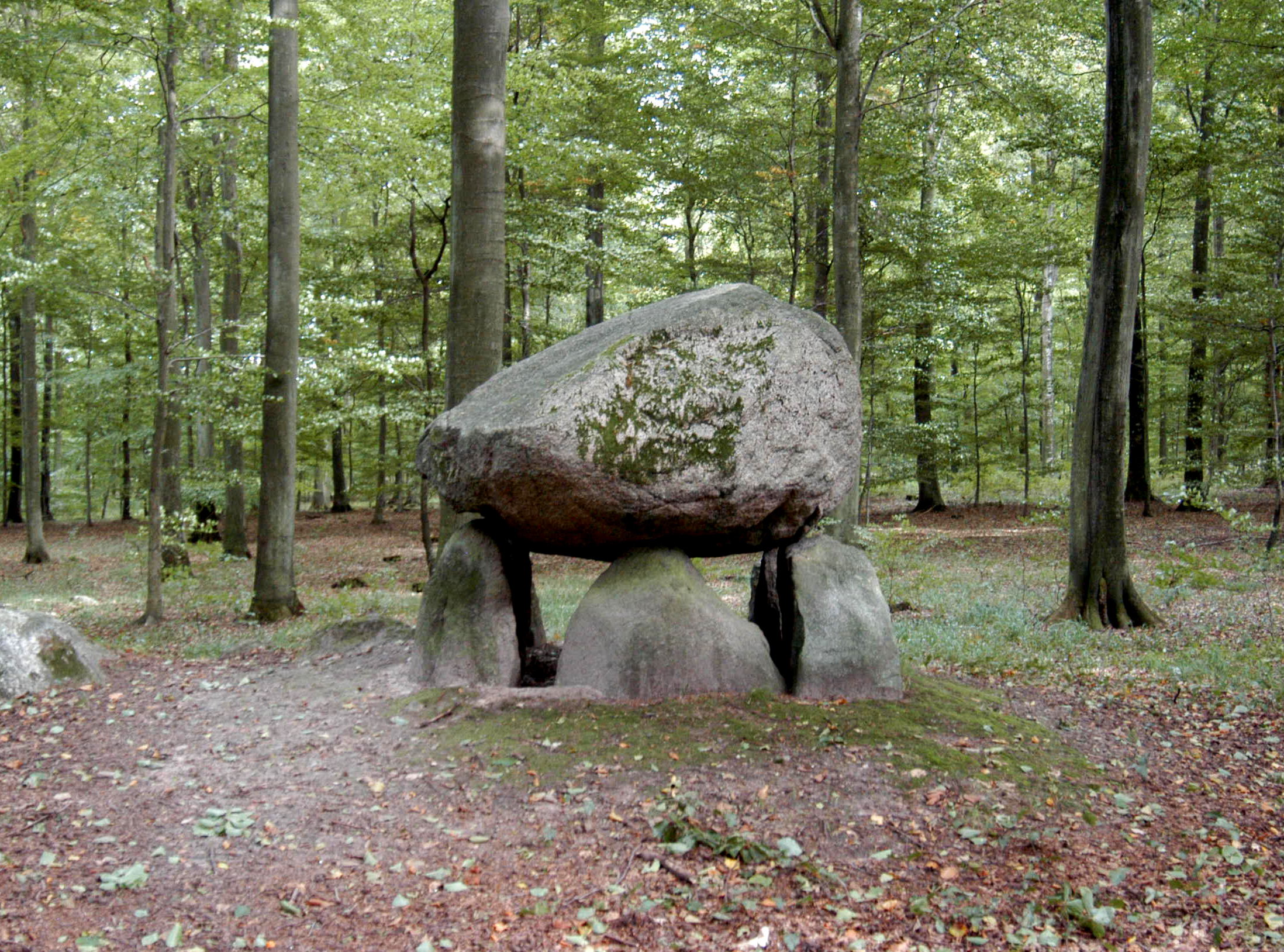
Dolmen w Klosterris Hegn (2007)
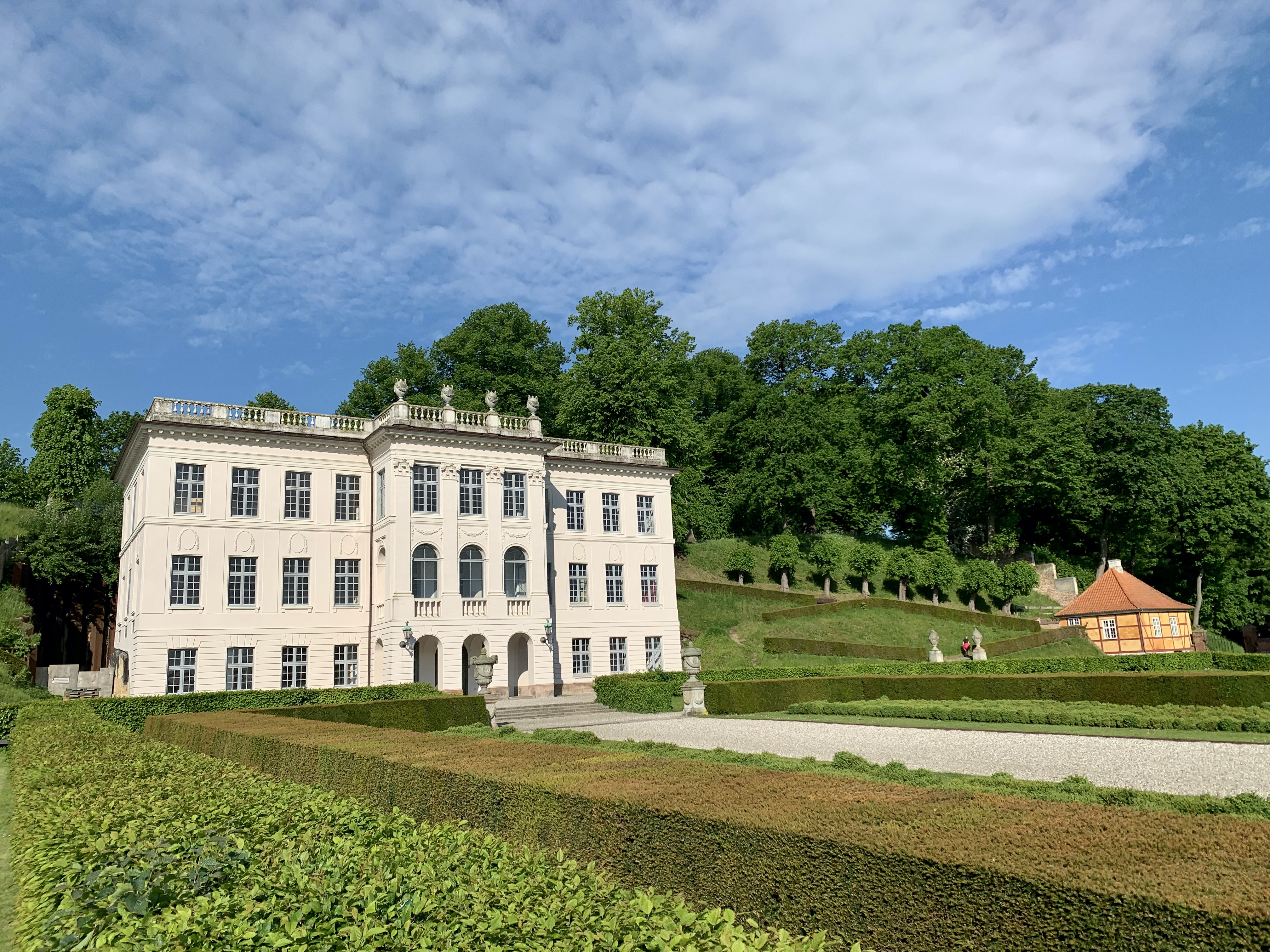
Zamek Marienlyst w Helsingør (2021)
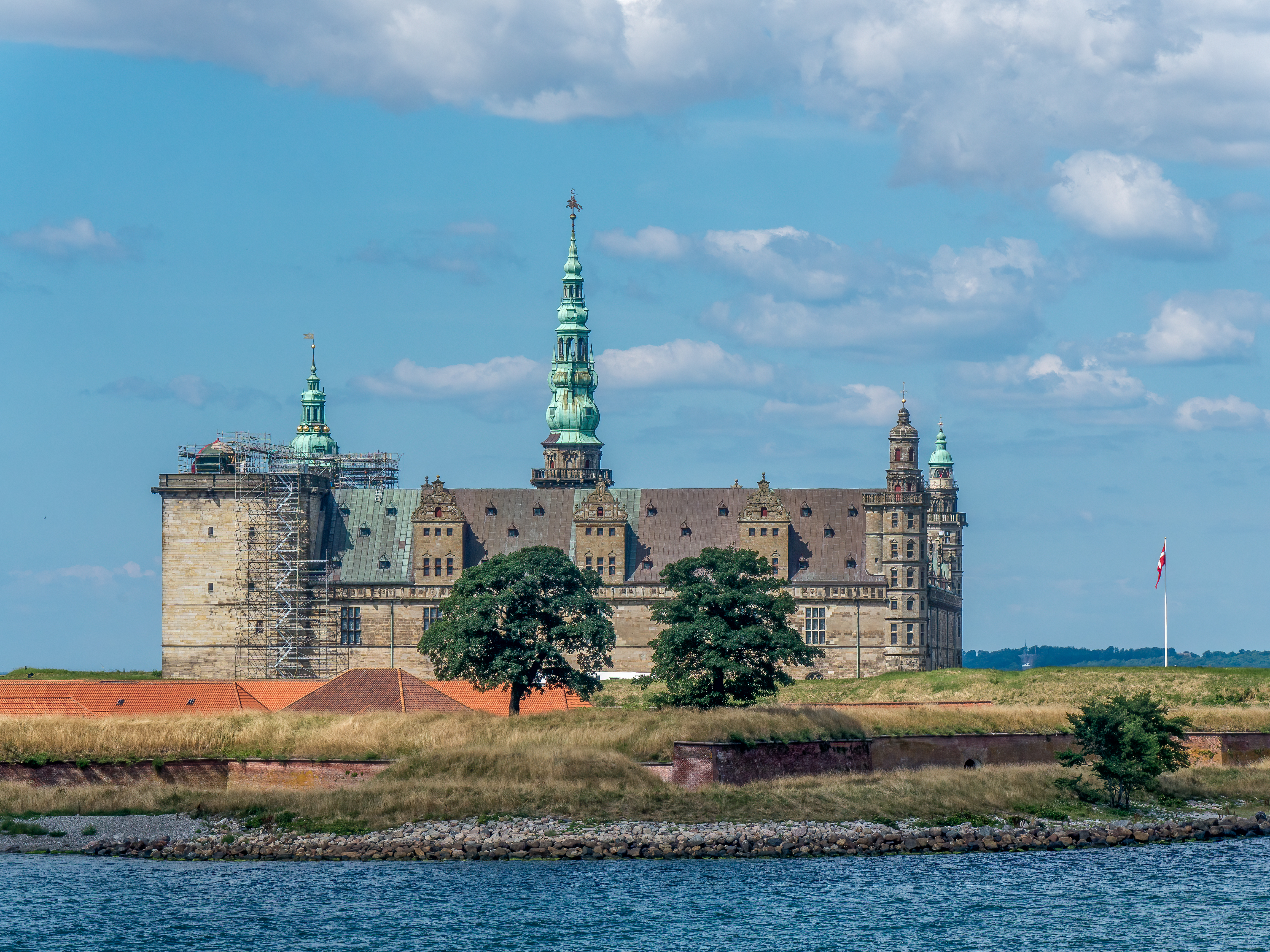
Zamek Kronborg (2014)
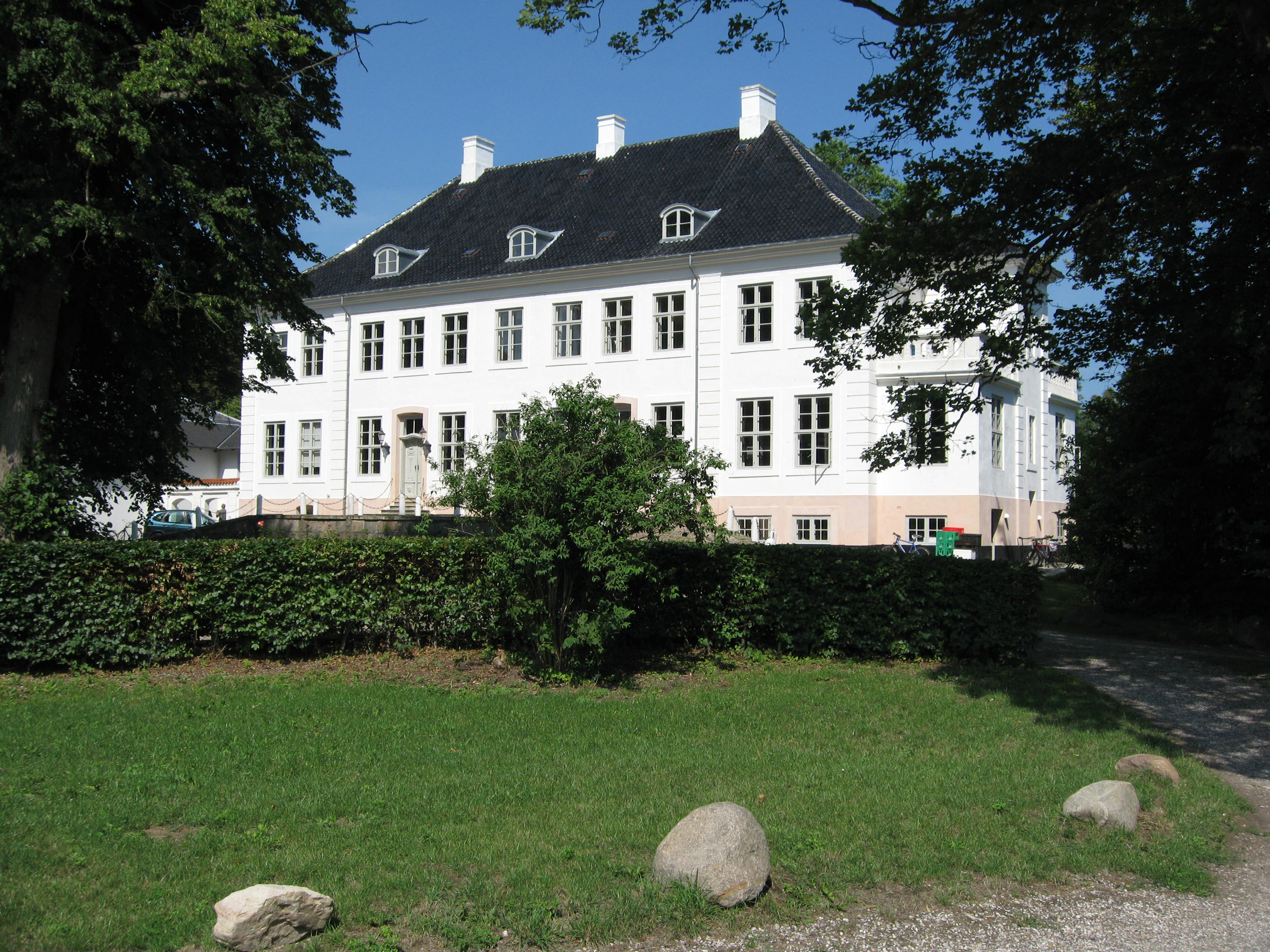
Dwór w Krogerup (2010)